# Луво (язык)
Язык лу́во (также северный луо, де лу́во, джур; в англ. литературе - Dhe Luwo, Dhe Lwo, Giur, Jo Lwo, Jur Luo, Jur Lwo, Lwo) — один из нилотских языков, язык народа луво (джо-луо), в большинстве своём проживающего в области вокруг города Вау, штат Западный Бахр-эль-Газаль, Южный Судан.

## Генеалогическая и ареальная информация
Язык луво принадлежит к западнонилотской ветви нилотской семьи, которая, в свою очередь, принадлежит к гипотетической нило-сахарской макросемье. Ближайшими родственными языками (по подгруппе северных языков луо) являются языки шиллук, ануак (аньва), пари, тхури и боор. Эти же языки являются ближайшими ареальными соседями языка луво. 
Процесс размежевания языков луо происходил крайне медленно, на протяжении столетий. Исторически часть народа луо мигрировала на юг из-за изменений климата и масштабных засух в районе Нила, поэтому южные языки луо располагаются на территории современных Уганды, Эфиопии и Танзании. В процессе переселений новообразованные языки постоянно взаимодействовали друг с другом, из-за чего являются довольно однородными в своей лексике, однако иногда сильно различаются типологически.

## Социолингвистическая информация

### Количество носителей
Согласно переписи 1983 года, количество носителей языка примерно равнялось 80 000, однако даже тогда эта цифра была сомнительной - большинство носителей луво являются билингвами (или даже мультилингвами), и многие из них покинули родные места по причине общей политической нестабильности региона в последние несколько десятилетий. Многочисленные войны и конфликты (в том числе провозглашение независимости Южного Судана в 2011 году) периодически раскалывали общество компактно проживающего народа, вызывая эмиграцию и социальные изменения, в результате чего на сегодняшний день на языке луво говорят не только в Южном Судане, но и в соседних странах, а также в Европе и Северной Америке. Поэтому сейчас определить общее количество носителей луво крайне сложно, если вообще представляется возможным - число говорящих может быть как сильно больше 80 тысяч, так и намного меньше.

### Основные поселения
В основном, язык луво распространён в деревнях вокруг административного центра штата Западный Бахр-эль-Газаль - города Вау, самые крупные из которых - Мбили и Кайанго - считаются зоной основного диалекта. Кроме того, с начала XIX века сообщества носителей проживают во многих городах Южного Судана и Судана, в том числе в городах Хартум и Омдурман.

### Мультилингвизм
Большинство носителей луво, живущих в постоянно меняющейся обстановке Южного Судана, владеют ещё одним или несколькими языками, что позволяет им контактировать с другими народами региона. В частности, типичный носитель луво также владеет центральносуданским или южносуданским арабским (также известным как южносуданский арабский пиджин, или джубский пиджин), каким-либо вариантом языка динка, а также английским (который является официальным языком Южного Судана) и, по возможности, еще одним языком региона.
В таких необычных условиях язык луво в основном употребляется носителями в двух случаях: дома, в неформальной речи, и в контексте, тесно связанном с религией и верой. Язык практически не представлен в СМИ и поп-культуре, и поэтому существуют опасения в скорой возможной утрате языком витальности, и его замене на язык динка и арабский.

## Типологическая характеристика

### Степень свободы выражения грамматического значения
Язык луво является синтетическим языком, с тенденцией к аналитизму (иногда важен фиксированный порядок слов, например, в посессивных именных группах).
| (1) | me=à-ŋɪ́ɛɲ                                                | ŋʊʊ-é    | yi | wɔ́ŋ=ɛ́         | ù-tùd=é               |
|     | REL=PFV-быть рассерженным                                | лев-CASE | в  | глаз-POSS:3SG | IPFV-угрожать:DTR=3SG |
|     | ‘и лев был рассержен в его глазах, а затем он пригрозил’ |          |    |               |                       |

### Характер границы между морфемами
Луво - агглютинативный язык. Так, показатели времени глагола, маркеры посессивности (в случаях с местоимениями), отрицание, показатели числа и лица и т.п. обычно выражены с помощью аффиксов, присоединяемых к началу или концу слов. При этом аффиксы могут влиять на корневую морфему, например, изменять качество или длительность гласных в корне.
| (2.1) | gɪ́n                  | ɲìpíɲ   | thɪ́ɪ́nh       |
|       | DEM:SG               | вещь:SG | маленький:SG |
|       | ‘эта вещь маленькая’ |         |              |

| (2.2) | gɪ́ɪ́                                                                | ɲìpíɲ-é | gɛ́n | thɛ́ɛ́nhɔ̀      |
|       | DEM:PL                                                             | вещь-PL | 3PL | маленький:PL |
|       | ‘эти вещи они маленькие’ (местоимение 3л. мн.ч. здесь обязательно) |         |     |              |

Как видно из этих примеров, показатель мн.ч. существительного -é присоединяется напрямую к корню, а показатель мн.ч. прилагательного -ɔ̀ не только присоединяется к корню, но и понижает подъём корневой гласной ɪ́ɪ́, превращая её в ɛ́ɛ́.

### Локус маркирования в посессивной именной группе
В посессивной именной группе язык луво использует нулевое или вершинное маркирование:
- Нулевое маркирование - обладаемое и обладатель дифференцируются только благодаря фиксированному порядку слов в таких именных группах - "обладаемое-обладатель".  Нулевое маркирование используется в случае, если вершина - неотчуждаемое существительное:

| (3.1) | cwíɲ                                                | àkɛ́ɛ́lɔ́ |
|       | печень                                              | NAME   |
|       | 'печень Акело' (метафор. 'характер, чувства Акело') |        |

- Вершинное маркирование - в случае, если обладаемое выражено отчуждаемым существительным, в ИГ используется его модифицированная форма:

| (3.2) | paár            | ùŋɔ́ɔ́ŋɛ̀   |
|       | дом:MOD         | хамелеон |
|       | 'дом хамелеона' |          |

### Локус маркирования в предикации
Маркирование в предикации обычно вершинное - предикативные маркеры (кроме показателя множественного числа и эргатива, показывающего агентивность) присоединяются к глаголу:
| (4.1) | dhyɛ̀ŋ                               | uthwɔ́nh-é  | ù-ɲwol=é        |
|       | корова                              | гиена-CASE | IPFV-рожать=3SG |
|       | 'гиена действительно рожает корову' |            |                 |

*вариант с местоимениями в качестве подлежащих:
| (4.2) | jɔɔbɔ                                       | à-yʊ́ʊ́d=gɛ̀n-é       | é=budò        | thar | ŋʌ̀ʌ̀b      |
|       | бык                                         | PFV-найти=3PL-CASE | 3SG=лежать:AP | под  | дерево.SP |
|       | 'они нашли быка, он лежал под деревом нааб' |                    |               |      |           |

### Тип ролевой кодировки в предикации
Язык луво, как и большинство западнонилотских языков, использует полуэргативную ролевую кодировку: эргативный падеж (в глоссах - CASE), выражаемый суффиксом -é появляется только в частотных для языка клаузах 'пациенс-действие-агенс' (OVS - object-verb-subject):
- Непереходный глагол, пациенс отсутствует, эргатив отсутствует тоже:

| (5.1) | ŋʊʊ         | à-ké-ɲʌ́mɔ         |
|       | лев         | PFV-DUR-жевать:AP |
|       | 'лев жевал' |                   |

| (5.2) | gwɔ́k         | ù-cʌ́mɔ       |
|       | собака       | IPFV-есть:AP |
|       | 'собака ест' |              |

- Эргатив присутствует, необходимый порядок слов соблюдён:

| (5.3) | mɔ́ɔ́gɛ                       | ɲám       | ŋʊʊ-é       | ɲámò      |
|       | некоторый:PL                | жевать:TR | лев:SG-CASE | жевать:VN |
|       | 'лев жуёт некоторых из них' |           |             |           |

| (5.4) | waarɔ̀                   | à-lúɔ̀k      | mán-é        |
|       | одежда:SGV              | PFV-мыть:TR | женщины-CASE |
|       | 'женщины вымыли платье' |             |              |

- Эргатив отсутствует, порядок слов SVO, не являющийся типичным для луво:

| (5.6) | uthwɔ́nh                                 | à-rɛ́k         | gwɔ̀y      | árɪ́ɔ̀w |
|       | гиена                                   | PFV-ловить:TR | собака:PL | два   |
|       | 'гиена ловит двух собак (одновременно)' |               |           |       |

Следует отметить, что эргатив может применяться только относительно одушевлённых существительных.

### Базовый порядок слов
В языке луво отсутствует главный базовый порядок слов как таковой, однако есть несколько основных используемых:
- SV (см. 5.1 и 5.2)
- OVS (см. 5.3 и 5.4)
- OVS переходит в SVO, когда объект неопределён:

| (6.1) | kádò                                  | à-tháàl=↓é       |           |
|       | бульон:SG                             | PFV-кипятить=3SG |           |
|       | 'он(а) вскипятил(а) бульон'           |                  |           |
| (6.2) | à-tɛɛdɔ                               | ké               | kádò      |
|       | PFV-готовить:AP                       | PREP             | бульон:SG |
|       | 'он(а) приготовил(а) какой-то бульон' |                  |           |

- В повествовательных текстах, содержащих некий нарратив, в основном используется порядок слов SOV-S (второе S выражено глагольным местоименным суффиксом):[2]

| (6.3) | ɲɪ̀dhɔɔk,                                 | ɲááków  | à-gɔɔj=ɛ           |
|       | мальчик                                  | девочка | PFV-ударить:TR=3SG |
|       | 'мальчик ударил девочку'                 |         |                    |
| (6.4) | ɲɪ̀-jáŋà                                  | lɛ̀ɛ̀lɔ   | à-bʌ́ʌ̀l=↓ɛ          |
|       | MASC:SG-Динка                            | камень  | PFV-кинуть=3SG     |
|       | 'человек народности динка бросил камень' |         |                    |

## Другие особенности

### Система гласных
Система гласных в языке луво насчитывает 20 гласных фонем: 5 позиций, дифференцированных по ряду и подъёму, которые, в свою очередь, могут быть долгими и придыхательными.
Дифференциация по придыхательности / непридыхательности довольно типична для других языков ареала (например, есть в языках динка и нуэр), однако общее количество гласных фонем крайне редко достигает таких больших значений.
| Краткие непридыхательные | Краткие непридыхательные | Краткие непридыхательные | Краткие непридыхательные | Краткие непридыхательные | Краткие придыхательные | Краткие придыхательные | Краткие придыхательные | Краткие придыхательные | Краткие придыхательные |
| ------------------------ | ------------------------ | ------------------------ | ------------------------ | ------------------------ | ---------------------- | ---------------------- | ---------------------- | ---------------------- | ---------------------- |
| ɪ                        |                          |                          |                          | ʊ                        | ɪ̤                      |                        |                        |                        | ʊ̤                      |
|                          | ɛ                        |                          | ɔ                        |                          |                        | ɛ̤                      |                        | ɔ̤                      |                        |
|                          |                          | a                        |                          |                          |                        |                        | ǝ̤                      |                        |                        |
| Долгие непридыхательные  | Долгие непридыхательные  | Долгие непридыхательные  | Долгие непридыхательные  | Долгие непридыхательные  | Долгие придыхательные  | Долгие придыхательные  | Долгие придыхательные  | Долгие придыхательные  | Долгие придыхательные  |
| ɪɪ                       |                          |                          |                          | ʊʊ                       | ɪ̤ɪ̤                     |                        |                        |                        | ʊ̤ʊ̤                     |
|                          | ɛɛ                       |                          | ɔɔ                       |                          |                        | ɛ̤ɛ̤                     |                        | ɔ̤ɔ̤                     |                        |
|                          |                          | aa                       |                          |                          |                        |                        | ǝ̤ǝ̤                     |                        |                        |

### Слова, обозначающие запахи
В языке луво слова, обозначающие запахи, выделяются в отдельную морфологическую категорию, не схожую со стандартными частями речи. Они не изменяются по родам и числам, как делают прилагательные, не имеют глагольных признаков вида и наклонения, а также не могут быть вершиной клаузы, не участвуют в посессивных конструкциях и не присоединяют никакие аффиксы. Эти слова никогда этимологически не связаны с остальной лексикой языка. Слова запахов могут только или напрямую зависеть от существительного (7.1), или участвовать в предикативной конструкции (7.2):
| (7.1) | thîin                       | lêm          |              |
|       | цветок:SG                   | пыльца:SMELL |              |
|       | 'цветок, пахнущий пыльцой'  |              |              |
| (7.2) | thîin                       | ŋɔ́           | lêm          |
|       | цветок:SG                   | 3SG          | пыльца:SMELL |
|       | 'цветок, он пахнет пыльцой' |              |              |

Такая категория очень нетипична как и в общей типологической перспективе, так и для ареала: факт выдвижения такой крайне малой группы слов в ранг целой морфологической категории крайне необычен.

### Одушевлённость
Все существительные языка луво делятся на классы одушевлённых (животные, некоторые растения, люди) и неодушевлённых. Неодушевлённые существительные не встают в эргативный падеж, даже если соблюдён порядок слов OVS:
| (8) | náyè                               | óò          | à-jwáŋ       | wárgà |
|     | увы                                | картофелины | PFV-толкнуть | книга |
|     | 'увы, книга столкнула картофелины' |             |              |       |

### 'Модифицированные формы' существительных
Все отчуждаемые существительные языка луво обладают так называемой 'модифицированной формой' (в противоположность 'абсолютной форме'). Абсолютная форма формируется по определённым фонетическим правилам и употребляется, когда существительное употребляется без каких-либо дополнений, а модифицированная - когда существительное является частью посессивной группы или сложного слова.
| Перевод   | Абсолютная форма | Модифицированная форма (MOD) |
| --------- | ---------------- | ---------------------------- |
| 'смерть'  | thɔ              | thɔ́n                         |
| 'сила'    | tɛ́ɛ̀              | tɛ̀ɛ́ŋ                         |
| 'ловушка' | wúnɔ́             | wun                          |
| 'место'   | kàn              | kàr                          |
| 'страх'   | lùár             | lùáy                         |

### Отчуждаемость
Язык луво различает существительные по признаку отчуждаемости / неотчуждаемости. Неотчуждаемые существительные включают в себя личные имена, части тела, термины родства и религиозно важные термины, такие как 'тень', 'дух' и т.д. В местоимённой посессивной конструкции неотчуждаемые существительные нуждаются лишь в местоимённом суффиксе принадлежности (9.1), в то время как отчуждаемые не могут их присоединять, не меняя прагматики высказывания, и требуют сложной конструкции, включающей слово 'вещь' (9.2). Однако если говорящий хочет сказать об отчуждаемом предмете как о неотчуждаемом (обычно только в контексте имён), он может присоединить суффикс (9.3):
| (9.1) | ɲíŋ=á                                        |               |
|       | имя=POSS:1SG                                 |               |
|       | 'моё имя'                                    |               |
| (9.2) | mwɔ́r                                         | gɪ̀r=á         |
|       | бык:MOD                                      | вещь=POSS:1SG |
|       | 'мой бык' (досл. 'бык вещь-моя')             |               |
| (9.3) | mwɔ́r=á                                       |               |
|       | бык:MOD=POSS:1SG                             |               |
|       | 'мой личный бык (в честь которого я назван)' |               |

В общей типологической перспективе, как и в рамках ареала, факт существования категорий одушевлённости / неодушевлённости и отчуждаемости / неотчуждаемости не является чем-то необычным, однако, так как в европейских языках эти категории встречаются довольно редко, их однозначно стоит выделить.

### Алфавит (на латинской основе):[6]
| Лат.  | МФА |       | Лат. | МФА   |   | Лат.  | МФА |  | Лат.  | МФА |
| ----- | --- | ----- | ---- | ----- | - | ----- | --- |  | ----- | --- |
| A a   | ɑ   |       | G g  | ɡ     |   | Nh nh | n̪   |  | Th th | t̪   |
| Ah ah | ə   | I i   | ɪ    | Ny ny | ɲ | U u   | ʊ   |  |       |     |
| B b   | b   | Ih ih | i    | Ng ng | ŋ̩ | Uh uh | u   |  |       |     |
| C c   | c   | J j   | ɟ    | O o   | ɔ | W w   | w   |  |       |     |
| D d   | d   | K k   | k    | Oh oh | o | Y y   | j   |  |       |     |
| Dh dh | d̪   | L l   | l    | P p   | p |       |     |  |       |     |
| E e   | ɛ   | M m   | m    | R r   | ɾ |       |     |  |       |     |
| Eh eh | e   | N n   | n    | T t   | t |       |     |  |       |     |

## Список сокращений
| 1, 2, 3 | 1, 2, 3 лицо                               |
| SG      | единственное число                         |
| PL      | множественное число                        |
| MOD     | модифицированная форма                     |
| POSS    | показатель посессивности                   |
| PFV     | форма перфектива                           |
| SMELL   | слово, обозначающее запах                  |
| MASC    | мужской род                                |
| TR      | переходность                               |
| PREP    | предлог                                    |
| AP      | антипассив                                 |
| CASE    | эргативный падеж                           |
| SGV     | сингулятивность - один объект из множества |
| VN      | глагольное существительное                 |
| IPFV    | форма имперфектива                         |
| NAME    | личное имя                                 |
| DEM     | демонстратив                               |
| REL     | относительность                            |
| DTR     | непереходность                             |